# Хатухов, Аслан Сафарбиевич
Аслан Сафарбиевич Хатухов (10 октября 1988, Терек, Кабардино-Балкарская АССР — 29 ноября 2013, Терек, Кабардино-Балкария) — российский самбист, чемпион России и мира по боевому самбо, чемпион мира по панкратиону, чемпион России по рукопашному бою, чемпион России по армейскому рукопашному бою. Боец смешанных единоборств.

## Статистика боёв ММА
| Результат | Рекорд | Соперник           | Способ                     | Турнир                  | Дата                  | Раунд | Время | Место               | Примечание |
| --------- | ------ | ------------------ | -------------------------- | ----------------------- | --------------------- | ----- | ----- | ------------------- | ---------- |
| Победа    | 4-1    | Александр Долишный | Сабмишном (рычаг локтя)    | OC — Oplot Challenge 89 | 23 ноября 2013 года   | 3     | 1:45  | Харьков, Украина    |            |
| Победа    | 3-1    | Евгений Янушко     | Сабмишном (удушение сзади) | OC — Oplot Challenge 81 | 28 сентября 2013 года | 1     | 0:52  | Харьков, Украина    |            |
| Победа    | 2-1    | Виталий Дивнич     | Единогласное решение       | Kavkaz Arena — 3        | 23 февраля 2013 года  | 2     | 5:00  | Россия              |            |
| Победа    | 1-1    | Руслан Батаев      | Сабмишном (рычаг локтя)    | Kavkaz Arena — 1        | 1 декабря 2012 года   | 2     | 1:45  | Россия              |            |
| Поражение | 0-1    | Расул Шовхалов     | Единогласное решение       | FC Bystriy Fights — 4   | 10 мая 2012 года      | 2     | 5:00  | Шали, Чечня, Россия |            |

## Гибель
После пробежки отжимался от рельсов на путях, где редко ходили составы. Из-за капюшона и наушников, в которых играла музыка, не услышал приближающийся поезд. От полученных ран скончался на месте.